# Der Erlkönig
O Der Erlkönig (Rei dos Elfos) é uma balada de Johann Wolfgang von Goethe que foi escrita no ano de 1782. Ela está entre seus trabalhos mais reconhecidos e foi musicalizada por compositores como Franz Schubert, Carl Loewe e Ludwig van Beethoven (Que não chegou a completá-la pois morreu).

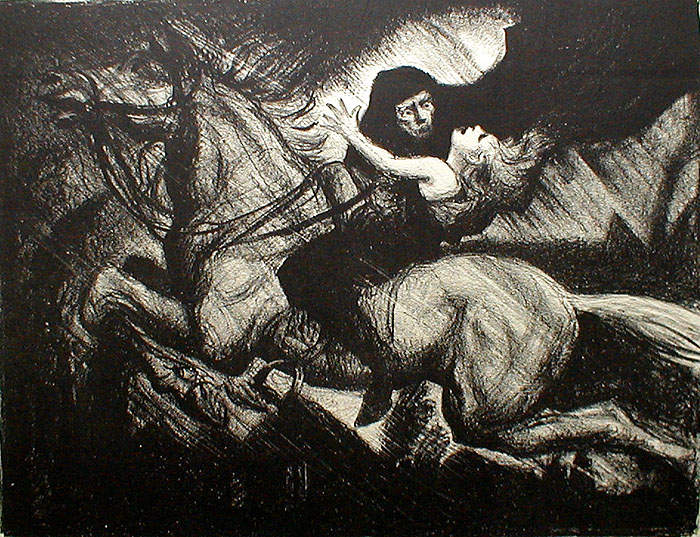
Ilustração do Erlkönig por Albert Sterner, c. 1910

## Origem
O material da balada vem do Dinamarquês, onde o Erlkönig é chamado de Ellenkonge (forma próxima a Elvenkonge, ou, Rei dos Elfos). E parte do poema foi traduzido erroneamente por Johann Gottfried von Herder, que traduziu a palavra Eller como "Erle" (Álamo). Então, o nome da Balada seria, em português, Rei dos Elfos (preservando o sentido original) ou Rei dos Álamos (Traduzindo a palavra Erle literalmente).

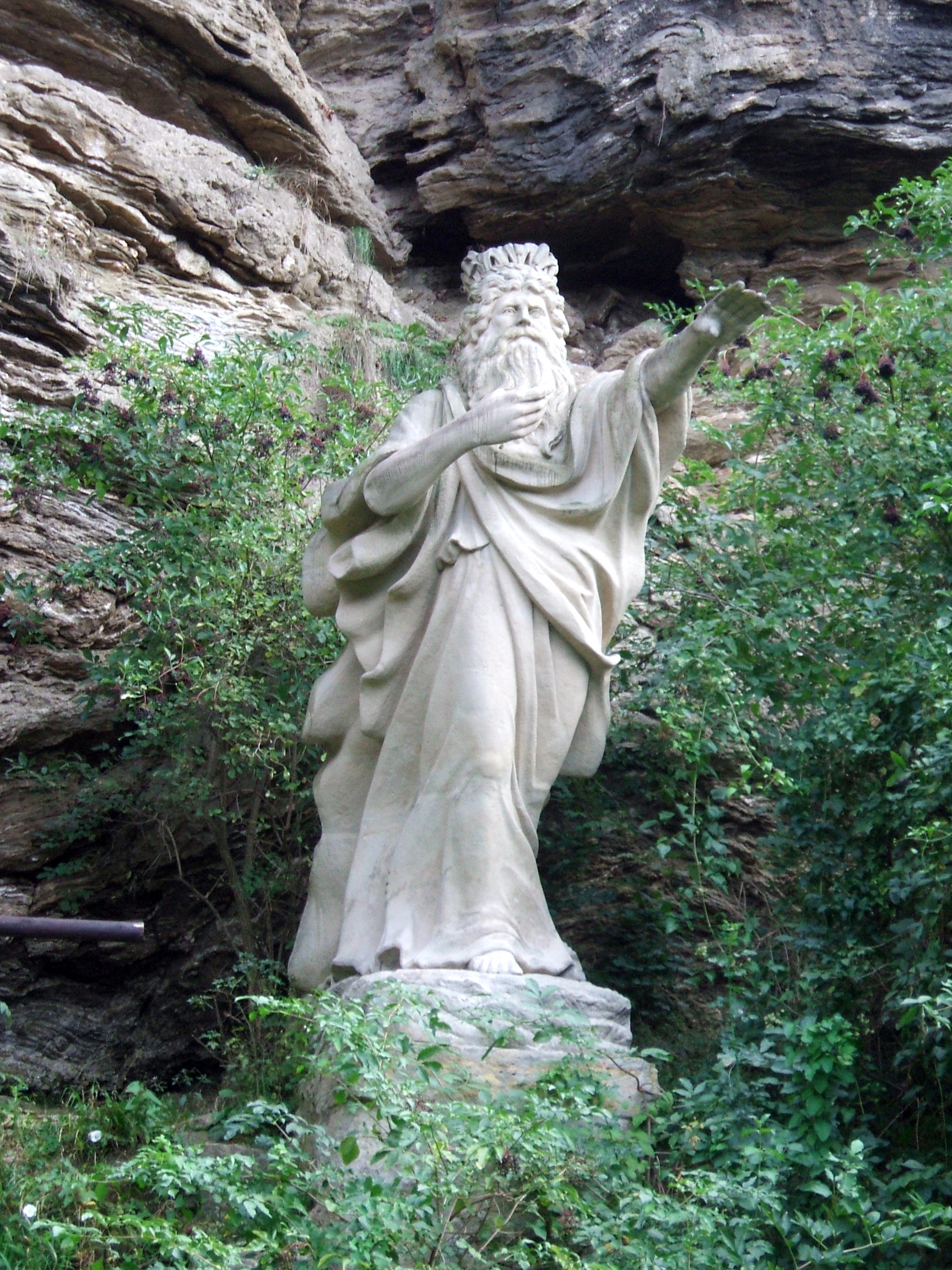
Memorial ao Erlkönig em Jena

Já a inspiração para a balada vem do período em que Goethe esteve na cidade de Jena, onde ele recebeu a notícia de um construtor do povoado de Kunitz que cavalgava com sua criança adoecida em procura de um médico na universidade. Em memória a isso, foi criado, ainda no século XIX, um memorial a Erlkönig exatamente no caminho entre o povoado de Kunitz (Atualmente um bairro) e Jena

## Contextualização
Enquanto as baladas do movimento Sturm und Drang (Tempestade e Ímpeto) abordam, majoritariamente, temas como o amor. Goethe desenvolveu pela primeira vez uma Balada que trás um tema mágico e da natureza. Além disso, diferentemente do século XVIII, a natureza não é abordada por seu aspecto estético ou religioso, mas sim pelo seu lado desconhecido, enfeitiçador, fantástico e mortal. É falado pela primeira vez sobre o desconhecido e os sentimentos mais profundos da alma, e, em oposição ao tempo do Iluminismo, apenas a criança inocente consegue perceber as forças mágicas da natureza e se desespera, enquanto o pai, que é a figura esclarecida, não as percebe. Essa temática foi posteriormente desenvolvida no Romantismo por autores como Novalis.

## Resumo
Em uma noite com bastante vento, um pai cavalga com seu filho nos braços por uma floresta escura. A criança acredita reconhecer a forma do Erlkönig pela floresta e se assusta. O pai acalma a criança afirmando que isso é apenas a névoa. Entretanto, a figura não deixa a criança em paz e tenta seduzir a "Nobre criança" a ir com ele para seu reino e oferece, à criança, vestes douradas e a companhia de suas filhas, mas a criança fica cada vez mais inquieta e o pai tenta encontrar uma explicação lógica para as coisas que o filho está vendo, tais como: o vento soprando pelas folhas ou os pastos brilhando. A figura do Erlkönig também fica cada vez mais ameaçadora e o filho cada vez mais em pânico. Quando o Erlkönig finalmente ataca o filho com violência, o pai se desespera e cavalga o mais rápido possível para chegar à corte. Contudo já era tarde demais, em seus braços a criança já estava morta.

## Texto
| Texto Original | Tradução literal | Tradução rimada |
| --- | --- | --- |
| Wer reitet so spät durch Nacht und Wind? Es ist der Vater mit seinem Kind; Er hat den Knaben wohl in dem Arm, Er faßt ihn sicher, er hält ihn warm. "Mein Sohn, was birgst du so bang dein Gesicht?" – "Siehst, Vater, du den Erlkönig nicht? Den Erlenkönig mit Kron' und Schweif?" – "Mein Sohn, es ist ein Nebelstreif." "Du liebes Kind, komm, geh mit mir! Gar schöne Spiele spiel' ich mit dir; Manch' bunte Blumen sind an dem Strand, Meine Mutter hat manch gülden Gewand." – "Mein Vater, mein Vater, und hörest du nicht, Was Erlenkönig mir leise verspricht?" – "Sei ruhig, bleibe ruhig, mein Kind; In dürren Blättern säuselt der Wind." – "Willst, feiner Knabe, du mit mir gehn? Meine Töchter sollen dich warten schön; Meine Töchter führen den nächtlichen Reihn, Und wiegen und tanzen und singen dich ein." – "Mein Vater, mein Vater, und siehst du nicht dort Erlkönigs Töchter am düstern Ort?" – "Mein Sohn, mein Sohn, ich seh' es genau: Es scheinen die alten Weiden so grau. –" "Ich liebe dich, mich reizt deine schöne Gestalt; Und bist du nicht willig, so brauch' ich Gewalt." – "Mein Vater, mein Vater, jetzt faßt er mich an! Erlkönig hat mir ein Leids getan!" – Dem Vater grauset's; er reitet geschwind, Er hält in Armen das ächzende Kind, Erreicht den Hof mit Mühe und Not; In seinen Armen das Kind war tot. | Quem cavalga tão tarde por noite e vento? É o pai, com seu filho; Ele tem o garoto seguro nos braços, Ele o acomoda em segurança, ele o mantém quente. "Meu filho, por que escondes teu rosto com medo?" "Não vê pai, o Rei dos Elfos? O Rei dos Elfos, com coroa e cauda?" "Meu filho, isso é um filete de névoa." "Amada criança, venha, me acompanhe! Belos jogos eu jogarei contigo; Algumas flores coloridas estão na praia, Minha mãe costurou algumas vestes douradas." - "Meu pai, meu pai, e tu não escutas, o que o Rei dos Elfos sussurou para mim?" - "Fique calmo, permaneça calmo, meu filho; por folhas secas sopra o vento." - "Queres, nobre criança, comigo vir? Minhas filhas já estão te esperando; Minhas filhas conduzem o baile noturno, E balançarão e dançarão e cantarão contigo." - "Meu pai, meu pai, e tu não vês lá? As filhas do Rei dos Elfos naquele sombrio lugar?" - "Meu filho, meu filho, eu o vejo precisamente: brilham os velhos prados tão cinzentos. -" "Eu te amo, tua bela forma me atrai; E se tu não desejas, então eu tomarei à força." - "Meu pai, meu pai, agora ele me toca! O Rei dos Elfos me machucou!" - O pai se desespera; ele cavalga velozmente, Ele segura nos braços a criança aos prantos, Chega à fazenda com grande dificuldade; em seus braços a criança estava morta. | Quem cavalga tão tarde por noite e vento? É o pai com sua criança, atento; Ele tem seu menino seguro nos braços, Acomodando-o firme, com quentes laços. "Meu filho, que guarda em temor seu rosto?" – "Não estás a ver, Pai, o Erlkönig? "O Erlkönig com calda e coroa?" – "Meu filho, é coisa que enevoa." "Ó bela criança, pois vem, vem comigo! Jogos de todo adoráveis brincarei contigo; Coloridas flores aos montes estão na praia, Minha mãe tem vestes douradas e és cobaia." "Meu pai, meu pai, e tu não estás a ouvir, Que promessas ele usa pra me iludir?" – "Calminha, acalme-se, minha criança; Do farfalho tem o vento sua aliança." – "Quer tu, nobre menino, acompanhar-me? Minhas filhas hão de graciosas esperar-te; Minhas filhas regerão as noturnas danças, Dançarão com magia de mil crianças." – "Pai, pai, e não vês lá A filha dele nas sombras e má?" – "Meu filho, meu filho, posso vê-lo decerto: Brilha um salgueiro por neve coberto. –" "Amo-te, seduz-me tua bela forma; E não queres, usarei força sem norma." – "Meu pai, ele está me levando embora, Está me machucando muito agora!" – O pai aterroriza-se, cavalga veloz, Tem a gemedora criança nos braços, feroz, Alcança a fazenda às pressas e em dor; Em seus braços ela estava morta, em clamor. |